# Колесова, Елена Фёдоровна

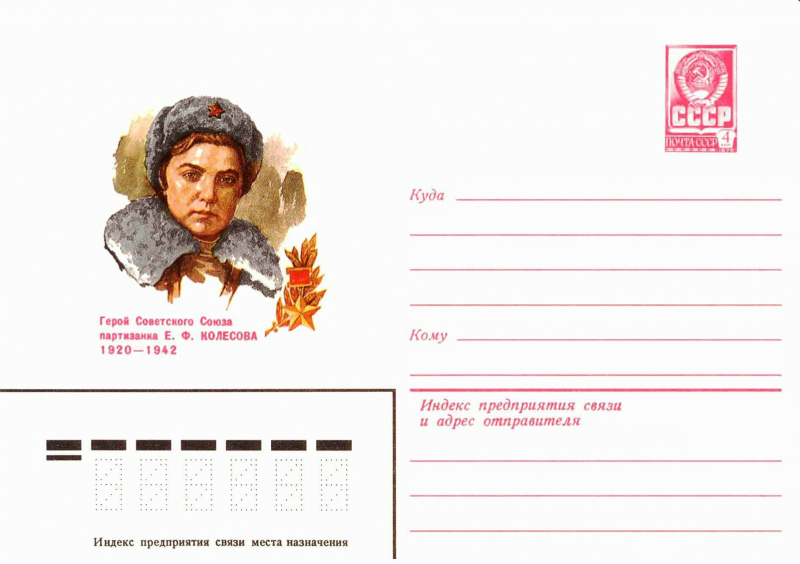
Елена Фёдоровна Колесова. Художественный маркированный конверт СССР 1981 года

Еле́на Фёдоровна Ко́лесова (1920—1942) — разведчица, командир диверсионной группы партизанского отряда специального назначения (войсковая часть № 9903), красноармеец, Герой Советского Союза.

## Биография
Родилась 1 августа 1920 года в деревне Колесово (ныне Ярославский район, Ярославская область) в крестьянской семье. Русская. Отец умер в 1922 году, жила с матерью. В семье были ещё братья Константин Федорович, Александр Перов (сводный), Гавриил (сводный) и сестра Галина. Отчим Перов Иван Степанович.
С 8 лет жила в Москве с тётей и её мужем Савушкиными (улица Остоженка, 7). Училась в школе № 52 Фрунзенского района (2-й Обыденский переулок, 14). Закончила 7 классов в 1936 году.
В 1939 году окончила 2-е Московское педагогическое училище (ныне Московский городской педагогический университет). Работала учительницей в школе № 47 Фрунзенского района (ныне гимназия № 1521), затем старшей пионервожатой.

### Война
Участница Великой Отечественной войны с июня 1941 года. До октября 1941 года работала на строительстве оборонительных сооружений. Окончила курсы сандружинниц. После двух безуспешных попыток попасть на фронт в октябре 1941 года она была принята в группу (официальное наименование — войсковая часть № 9903) 
 майора Артура Карловича Спрогиса (1904—1980) — особого уполномоченного разведотдела штаба Западного фронта. Прошла недолговременную подготовку.
Впервые в тылу врага оказалась 28 октября 1941 года с целью минировать дороги, уничтожать связь и вести разведку в районе станций Тучково, Дорохово и деревни Старая Руза Рузского района Московской области. Несмотря на неудачи (два дня в плену) были собраны некоторые сведения.
Вскоре было и второе задание: группа из 9 человек под командованием Колесовой 18 суток вела разведку и минировала дороги в районе Акулово — Карабузино.
В январе 1942 года на территории Калужской области (в районе г. Сухиничи) сводный отряд № 1 разведотдела штаба Западного фронта, в котором была Колесова, вступил в бой с вражеским десантом. Состав группы: Елена Фёдоровна Колесова, Антонина Ивановна Лапина (1920 -1994) в мае 1942 г. попала в плен, угнана в Германию, по возвращении из плена жила в г. Гусь-Хрустальный) — заместитель командира группы, Мария Ивановна Лаврентьева (1922-1942), Тамара Ивановна Махонько (1924—1942), Зоя Павловна Суворова (1916—1942), Нина Павловна Суворова (1923—1942), Зинаида Дмитриевна Морозова (1921—1942), Надежда Александровна Белова (1917—1942), Нина Иосифовна Шинкаренко (1920-1995). Группа выполнила задачу и задержала врага до подхода частей 10-й армии. Все участники боя были награждены. В Кремле 7 марта 1942 года Председатель ВЦИК СССР М. И. Калинин вручил Колесовой орден Красного Знамени. В марте 1942 года стала кандидатом в члены  ВКП(б).
В ночь под 1 мая 1942 года диверсионно-партизанская группа из 12 девушек под командованием Е. Ф. Колесовой была сброшена на парашютах в Борисовском районе Минской области: многие девушки не имели опыта прыжков с парашютом — трое разбились при приземлении, одна сломала позвоночник. 5 мая две девушки были задержаны и попали в гестапо. В первых числах мая группа начала боевые действия. Партизаны взрывали мосты, пускали под откосы воинские поезда с гитлеровцами и военной техникой, нападали на полицейские участки, устраивали засады, уничтожали предателей. За поимку «атамана-десантницы Лёльки» («высокая, здоровенная, лет 25, с орденом Красного Знамени») было обещано 30 тысяч рейхсмарок, корова и 2 литра водки. Вскоре в отряд вступили 10 местных комсомольцев. Немцы узнали местонахождение лагеря диверсионно-партизанской группы и блокировали его. Деятельность партизан была сильно затруднена, и Елена Колесова увела группу глубоко в лес. С 1 мая по 11 сентября 1942 года группой уничтожен мост, 4 вражеских поезда, 3 автомашины, разгромлено 6 вражеских гарнизонов. Летним днём, на глазах у часового, подорвала вражеский поезд с техникой.
11 сентября 1942 года началась операция по уничтожению группой партизанских отрядов немецкого гарнизона сильно укреплённой деревни Выдрицы. В этой операции активное участие принимала и группа Колесовой. Операция прошла успешно, но Елена была смертельно ранена в бою.
Вначале была похоронена в деревне Миговщина Крупского района Минской области. В 1954 году останки перенесены в город Крупки в братскую могилу, в которой были захоронены и её боевые подруги. На могиле в 1962 году поставлен памятник.
В рассекреченных документах о невозвратных потерях, опубликованных на сайте «Память народа», указано что Колесова Елена Федоровна «Разбилась при прыжке с парашюта 30.4.42г.»
. Это дата десантирования группы Е. Колесовой, и по всей видимости её первоначально посчитали погибшей наравне с другими, не перепроверив информацию. Позднее была указана дата сентябрь 1942 года.

## Награды и звания
- Звание Героя Советского Союза Колесовой Елене Фёдоровне присвоено посмертно Указом Президиума Верховного Совета СССР от 21 ноября 1944 года за «героический подвиг, проявленный при выполнении боевого задания в тылу противника».
- Награждена орденом Ленина (21.11.1944, посмертно), орденами Красного Знамени (20.01.1942), Красной Звезды (01.10.1942).

## Память
- На кладбище в г.п. Крупки (Белоруссия) на братской могиле Героини и её, погибших подруг,  установлен памятник в 1962 году.
- У школы № 2 в Крупках[4] (октябрь 1967 г., автор В. И. Палейчук) и в деревне Мордвиново Ярославского района установлены памятники.
- Бюсты героини установлены в зданиях педагогического училища № 2 (МГПУ), школы № 80 (г. Ярославль).
- На месте смертельного ранения (деревня Выдрица) и месте первого захоронения (около бывшей деревни Миговщина) установлены памятные знаки.
- На здании педагогического училища № 2 (ныне МГПУ) (2-й Сельскохозяйственный проезд, 4) и школы № 47 (1-й Неопалимовский переулок, 10) Москвы, на здании Московского энергетического института (Красноказарменная улица, 14) — мемориальные доски.
- Её именем названы школа № 2 в Крупках[5] (7 августа 1965 г.), школа № 80 в Ярославле.
- Именем Героини названы улицы в Волгограде, Москве, Ярославле, Крупках, в деревне Выдрица (Крупский район, Белоруссия), в Бельцах (Республика Молдова) и деревне Зоричи Борисовского района Минской области.
- Именем Е. Ф. Колесовой назван пригородный электропоезд, курсирующий на Ярославском направлении Московской железной дороги[6].
- В фондах Белорусского государственного музея истории Великой Отечественной войны хранятся документы, отражающие боевой путь Е. Ф. Колесовой, фотографии, копии писем Колесовой в Москву, воспоминания о ней Героя Советского Союза В. И. Ливенцева и её боевых подруг.[7]

## Сочинения
- Колесова Е. Ф. Письма к родным // Сражалась за Родину. — М., 1964.